# Insticksprogram
Ett insticksprogram, insticksmodul, plug-in eller tilläggsprogram är ett datorprogram som inte körs fristående utan installeras som ett tillägg i ett annat program. Insticksprogrammet tillför det andra programmet nya egenskaper.
Ett historiskt exempel på insticksprogram är Adobe Flash Player som laddades ner och installerades i en webbläsare. När det var aktiverat i webbläsaren kunde man se särskild grafik i webbläsaren som webbläsaren i sig inte hade stöd för. Insticksprogram kan vara specialskrivna för ett särskilt program, men det förekommer även insticksprogram som fungerar tillsammans med flera program. Till exempel finns det virtuella ljudeffekter och instrument, vilka följer den av Steinberg utvecklade standarden VST (Virtual Studio Technology), som kan användas i alla ljudredigeringsprogram och musikprogram som stödjer VST-standarden.
Många program är skrivna som ett ramverk, där sedan användaren själv kan ladda ner de insticksprogram som önskas från fristående företag eller utvecklare.